# Oratorio del Santissimo Crocifisso (Pitigliano)
L'oratorio del Santissimo Crocifisso è un edificio religioso situato nel centro di Pitigliano. La sua ubicazione è nei pressi della cattedrale, in piazza Gregorio VII, con accesso in prossimità del loggiato del Palazzo della Fiscaleria verso vicolo Manin.

## Storia
La piccola chiesa fu costruita nel corso del Seicento, come testimoniato anche dall'iscrizione incisa sull'architrave che sovrasta il portale d'ingresso, che indica il probabile anno di consacrazione.
Il luogo di culto era utilizzato prevalentemente come luogo di preghiera e di devozione, rimanendo alle pertinenze della vicina parrocchia della cattedrale: le funzioni religiose, infatti, venivano generalmente svolte nella più ampia e vicina chiesa dedicata ai santi Pietro e Paolo.
Nonostante le piccole dimensioni, l'oratorio non fu mai trasformato e adibito ad altri usi, contrariamente a quello che generalmente accadeva a piccole chiese situate nei pressi di edifici religiosi molto più importanti.

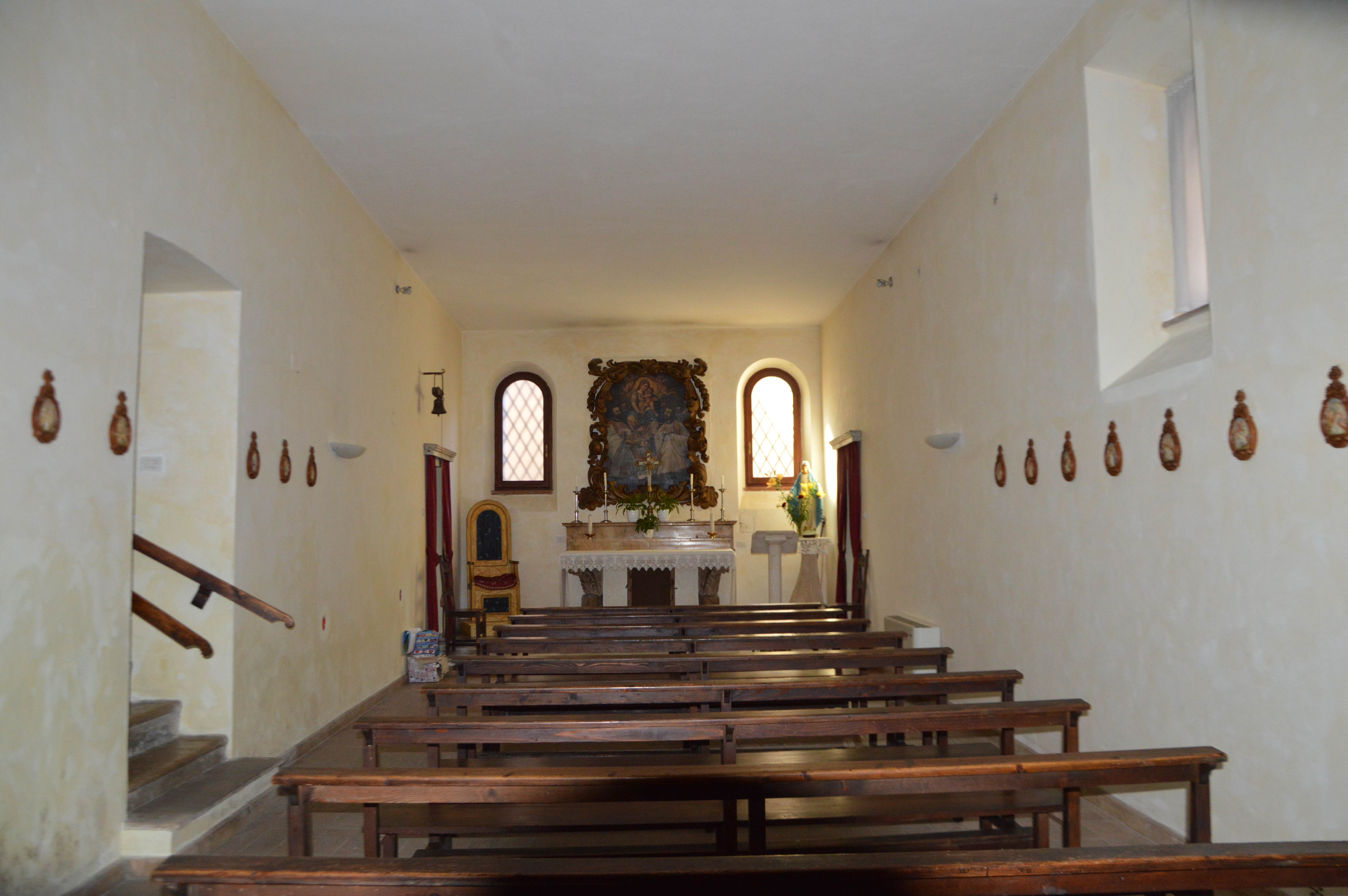
Interno

## Descrizione
L'oratorio del Santissimo Crocifisso si presenta come una piccola chiesa ad aula unica.
La facciata, parzialmente occultata dal palazzo della Fiscaleria, si presenta completamente rivestita in intonaco,  con un semplice portale d'ingresso architravato che si apre nella parte centrale; al di sopra dell'architrave è presente un pregevole elemento decorativo in ceramica, costituito da una coppia di angeli.
L'interno della chiesa si caratterizza per la semplicità delle linee, pur essendo ben identificabile il tipico stile barocco dell'epoca di costruzione, soprattutto presso l'altare arricchito da elementi decorativi in travertino.